# Trans (film 2013)
Trans (ang. Trance) – brytyjsko-francuski film kryminalny z gatunku thriller z 2013 roku w reżyserii Danny’ego Boyle’a. Wyprodukowana przez wytwórnię Fox Searchlight Pictures.
Premiera filmu miała miejsce 27 marca 2013 w Wielkiej Brytanii. W Polsce premiera filmu odbyła się 14 czerwca 2013.

## Opis fabuły
Pracownik domu aukcyjnego ukrywa skradziony obraz Lot czarowników Francisca Goi, a w czasie ucieczki traci pamięć. Szef gangu, który chce poznać miejsce ukrycia cennego obrazu, wynajmuje dla niego terapeutkę. Ma ona pomóc odzyskać wspomnienia.

## Produkcja
Zdjęcia do filmu kręcono w Londynie w Anglii w Wielkiej Brytanii.

## Obsada
Źródło: Filmweb
- James McAvoy jako Simon
- Vincent Cassel jako Franck
- Rosario Dawson jako Elizabeth
- Danny Sapani jako Nate
- Matt Cross jako Dominic
- Wahab Sheikh jako Riz
- Mark Poltimore jako Francis Lemaitre

i inni.

## Nagrody i nominacje
Źródło: Filmweb
| Rok  | Miejsce       | Nagroda       | Kategoria         | Odbiorcy i nominowani | Wynik     |
| ---- | ------------- | ------------- | ----------------- | --------------------- | --------- |
| 2014 | Czarne Szpule | Czarna Szpula | Najlepsza aktorka | Rosario Dawson        | Nominacja |